# 3.er Batallón de Instrucción (OB) de la Luftwaffe
El 3.er Batallón de Instrucción (OB) de la Luftwaffe (3. Ausbildungs-Bataillon (OB) der Luftwaffe) fue una unidad militar de la Luftwaffe durante la Segunda Guerra Mundial.

## Historia
Fue formado en enero de 1945 en Friedrichshafen, a partir del I Batallón/94.º Regimiento Aéreo. En febrero de 1945 es trasladado a Stolpmünde. Se ordena su disolución el 5 de marzo de 1945, pero en lugar de ello se trasladó a Ludwigsburg. El 1 de abril de 1945 fue absorbido por la 17.ª División Panzer en el área de Heilbronn.